# Delachauxiella salvatoris
Delachauxiella salvatoris is een eenoogkreeftjessoort uit de familie van de Canthocamptidae. De wetenschappelijke naam van de soort is voor het eerst geldig gepubliceerd in 1950 door Brehm.